# Zhalantun
Zhalantun, tidigare romaniserat Chalantun, är en stad på häradsnivå som lyder under Hulunbuirs stad på prefekturnivå i den autonoma regionen Inre Mongoliet i norra Kina. Den ligger omkring 1 200 kilometer nordost om regionhuvudstaden Hohhot. 

## Källa
1. ↑  ”worldpostmarks.net”. Arkiverad från originalet den 2 januari 2015. https://web.archive.org/web/20150102101710/http://worldpostmarks.net/HTML%20Countries/china.htm. Läst 22 juli 2015.